# Блок-штатив
Блок-штати́в або блоковий станок — у геодезії, маркшейдерії прилад, що застосовується для підвішування і натягування мірного дроту при вимірі довжини пройми. Блок-штатив входить у комплект базисного приладу і складається з голівки з блоком і штурвалами, закріплюється на штативі. У полігонометрії застосовуються полегшені блокові станки Вітрама.